# Luminessence
Albums de Keith Jarrett
Belonging
(1974) Backhand
(1974)
Luminessence  est un album de Keith Jarrett publié en 1974 sur le label ECM. C'est un album de compositions pour orchestre symphonique et saxophone, exécutées par l'Orchestre symphonique de la radio de Stuttgart et Jan Garbarek. Jarrett lui-même ne joue pas sur l'album.

## Historique
L'album est enregistré les 29 avril 1974 et 30 avril 1974  au  Tonstudio Bauer, Ludwigsburg.

## Liste des morceaux
Toutes les compositions sont de Keith Jarrett.
| No | Titre        | Durée |
| -- | ------------ | ----- |
| 1. | Numinor      | 13:49 |
| 2. | Windsong     | 6:27  |
| 3. | Luminescence | 15:16 |

## Musiciens
- Jan Garbarek: saxophone ténor, saxophone soprano
- Orchestre symphonique de la radio de Stuttgart dirigé par Mladen Gutesha